# John Kornblum

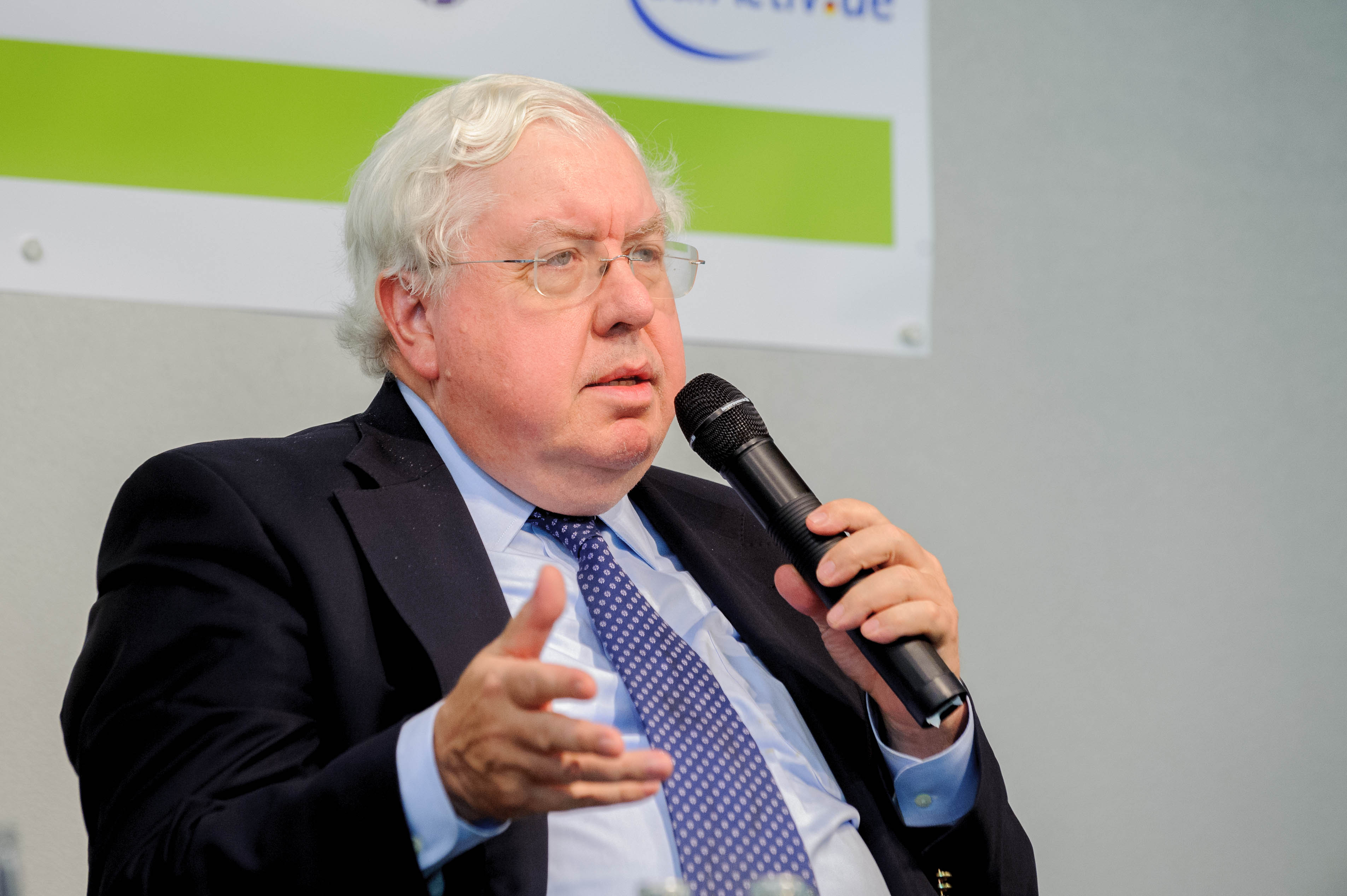
John C. Kornblum (2012)

John Christian Kornblum (* 6. Februar 1943 in Detroit, Michigan; † 21. Dezember 2023 in Nashville, Tennessee) war ein amerikanischer Diplomat, später Investmentbanker und Unternehmensberater.
Er war 1991 bis 1994 Botschafter der Vereinigten Staaten bei der Konferenz über Sicherheit und Zusammenarbeit in Europa, 1995 Sondergesandter für die Friedensverhandlungen von Dayton zur Beendigung des Bosnienkriegs und 1996 bis 1997 Leiter der Abteilung für Europa und Kanada im US-Außenministerium. Von 1997 bis 2001 war Kornblum amerikanischer Botschafter in Deutschland.
Nach dem Ende seiner Diplomatenkarriere war er von 2001 bis 2009 Deutschland-Chef der amerikanischen Investmentbank Lazard, danach Berater der Wirtschaftskanzlei Noerr und der Unternehmensberatung Accenture.

## Herkunft und frühe Karriere
Kornblums Großeltern waren 1882 aus Ostpreußen in die Vereinigten Staaten von Amerika eingewandert. Er studierte Deutsch und Politikwissenschaft an der Michigan State University in East Lansing und erzielte den Bachelorabschluss. An der Georgetown-Universität erhielt er einen Masterabschluss im Fach Internationale Beziehungen. 1964 trat er in den diplomatischen Dienst seines Landes ein. Von 1964 bis 1966 war er als Vizekonsul am Generalkonsulat in Hamburg tätig.
1969 wurde er an die amerikanische Botschaft in Bonn entsandt, wo er als Mitarbeiter der politischen Abteilung von 1970 bis 1972 an den Verhandlungen zum Viermächteabkommen teilnahm. 1973 kehrte er ins Außenministerium zurück. Dort war er zunächst Mitglied des politischen Planungsstabs und später Leiter der Europa-Abteilung. Von 1977 bis 1979 war er für politisch-militärische Aufgaben zuständig. 1979 wurde Kornblum erneut nach Deutschland entsandt, diesmal als politischer Berater in der US-Vertretung in West-Berlin. Ab Juli 1981 leitete er im State Department die Abteilung für zentraleuropäische Angelegenheiten.

## Gesandter in West-Berlin
Im August 1985 kehrte Kornblum abermals nach Deutschland zurück, diesmal als Gesandter der USA in der Rolle des stellvertretenden Kommandanten des amerikanischen Sektors von Berlin. In dieser Funktion organisierte Kornblum die berühmte “Tear down this wall!”-Rede Ronald Reagans vor dem Brandenburger Tor am 12. Juni 1987 und schlug die Aufforderung „Mr. Gorbachev, tear down this wall!“ für den Redetext vor.
In dieser Zeit hatte er gemeinsam mit dem Botschafter Richard Burt und Thomas Niles pikante Verhandlungen zu führen: Die CIA hatte DDR-Bürger bei Verwandtenbesuchen in Westdeutschland und anderen Gelegenheiten als Agenten angeworben. Die Personen hatten praktisch keine nennenswerte Agentenausbildung erhalten und wurden vom Ministerium für Staatssicherheit schnell enttarnt und zu langen Haftstrafen verurteilt. Die US-internen Prüfungen benötigten mehr als ein Jahr. Man erreichte am 11. Juni 1985 den größten Agentenaustausch der Geschichte zwischen Ost und West, als auf der Glienicker Brücke vier Spione der DDR gegen 25 Agenten der CIA ausgetauscht wurden, wovon zwei Personen in der DDR blieben.

## Bei NATO und KSZE
1987 wechselte Kornblum nach Brüssel, wo er als stellvertretender ständiger Vertreter der USA bei der NATO fungierte. 1991 berief ihn Präsident George Bush Sen. zum Botschafter der Vereinigten Staaten bei der Konferenz für Sicherheit und Zusammenarbeit in Europa (KSZE). In dieser Funktion war Kornblum Leiter der Delegation seines Landes bei der Folgekonferenz 1992 und übernahm eine führende Rolle beim Entwurf der Deklaration, die beim Gipfeltreffen von Helsinki im Juli 1992 verabschiedet wurde. Kornblum stellte im August 1992 die neue amerikanische Delegation bei der KSZE in Wien zusammen, wo er bis April 1994 tätig war.
Während der Präsidentschaft von Bill Clinton stieg Kornblum zum stellvertretenden Leiter der Unterabteilung für europäische und kanadische Angelegenheiten im US-Außenministerium auf. Damit war er Stellvertreter und Assistent Richard Holbrookes und hatte als Sonderbotschafter für Bosnien erheblichen Anteil an den Verhandlungen zur Beendigung des Bosnienkrieges. Der Krieg konnte mit dem Abkommen von Dayton beendet werden. Im Februar 1996 übernahm Kornblum von Holbrooke das Amt des Unterabteilungsleiters für europäische und kanadische Angelegenheiten.

## Botschafter in Berlin

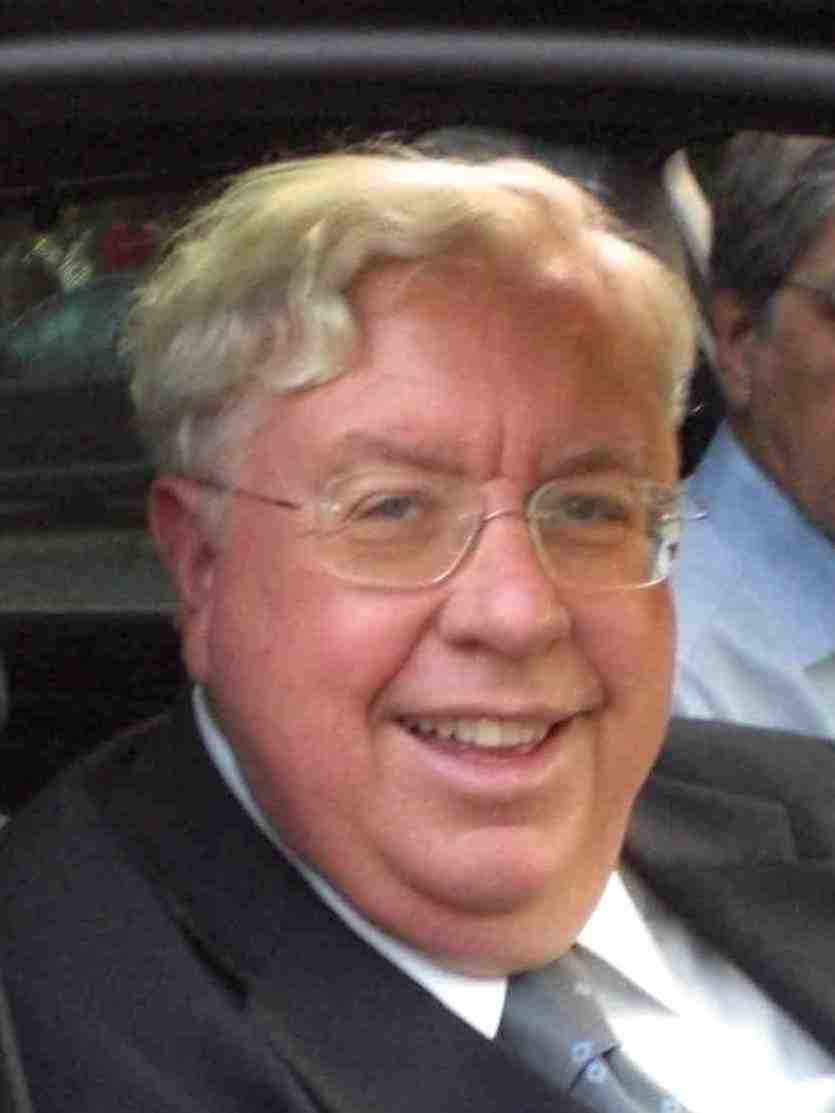
John C. Kornblum (24. Juli 2008 in Berlin)

Am 18. August 1997 kehrte Kornblum als Botschafter seines Landes nach Deutschland zurück. Er spielte sowohl in der Konzeption der amerikanischen Deutschlandpolitik als auch in der öffentlichen Debatte in Deutschland eine aktive Rolle. Er forderte Europa öfter auf, mehr Eigenverantwortung zu zeigen. Er meinte z. B.: „Europäische Ideen haben fast nie zu praktischen Fortschritten geführt. Die Vorstellung, Europa könne die Welt durch Soft Powers regieren, ist nicht realistisch“ und „Die Anwendung der Soft Powers in der Außenpolitik der EU konnte nur in Verbindung mit den amerikanischen Hard Powers erfolgreich sein“. Diese Position wird heute auch von vielen maßgeblichen deutschen Politikern vertreten.
Eine große Kontroverse folgte dem Attentat von Al-Qaida-Terroristen auf zwei amerikanische Botschaften in Ostafrika im Sommer 1998. Die amerikanische Regierung sah sich gezwungen, die Sicherheitsvorkehrungen der neuen US-Botschaft in Berlin erheblich auszuweiten. Diese Schutzmaßnahmen hätten eine Änderung der Straßenführung um das Brandenburger Tor notwendig gemacht. Die Gegenreaktion der Berliner, vor allem aufseiten des Berliner Senats, war lautstark und teilweise sehr dramatisch. Es dauerte mehr als zwei Jahre, eine Lösung zu finden. Kornblum meinte später, dieser Vorfall hätte seine Einschätzung der deutschen Gesellschaft sehr zum Nachteil beeinflusst.

## Nach der Diplomatenkarriere
Nach dem Ende seiner Amtszeit als Botschafter übernahm Kornblum im Januar 2001 den Posten des Deutschland-Chefs der Investmentbank Lazard. 2007 wurde er zum Mitglied des Vorstands der Internationalen Martin Luther Stiftung gewählt. Seit 2009 arbeitete er als Berater für die Kanzlei Noerr. Daneben gehörte Kornblum den Aufsichtsräten der ThyssenKrupp Technologies AG, der Bayer AG und von Motorola Europe an.
Kornblum engagierte sich aktiv für die Stärkung der Atlantischen Zusammenarbeit. Er blieb Gründungsmitglied der American Academy in Berlin, Gründungsvorsitzender des „John F. Kennedy Atlantic Forum“ und Gründer des ersten gemeinnützigen privaten Rundfunksenders in Deutschland, des englischsprachigen KCRW Berlin.

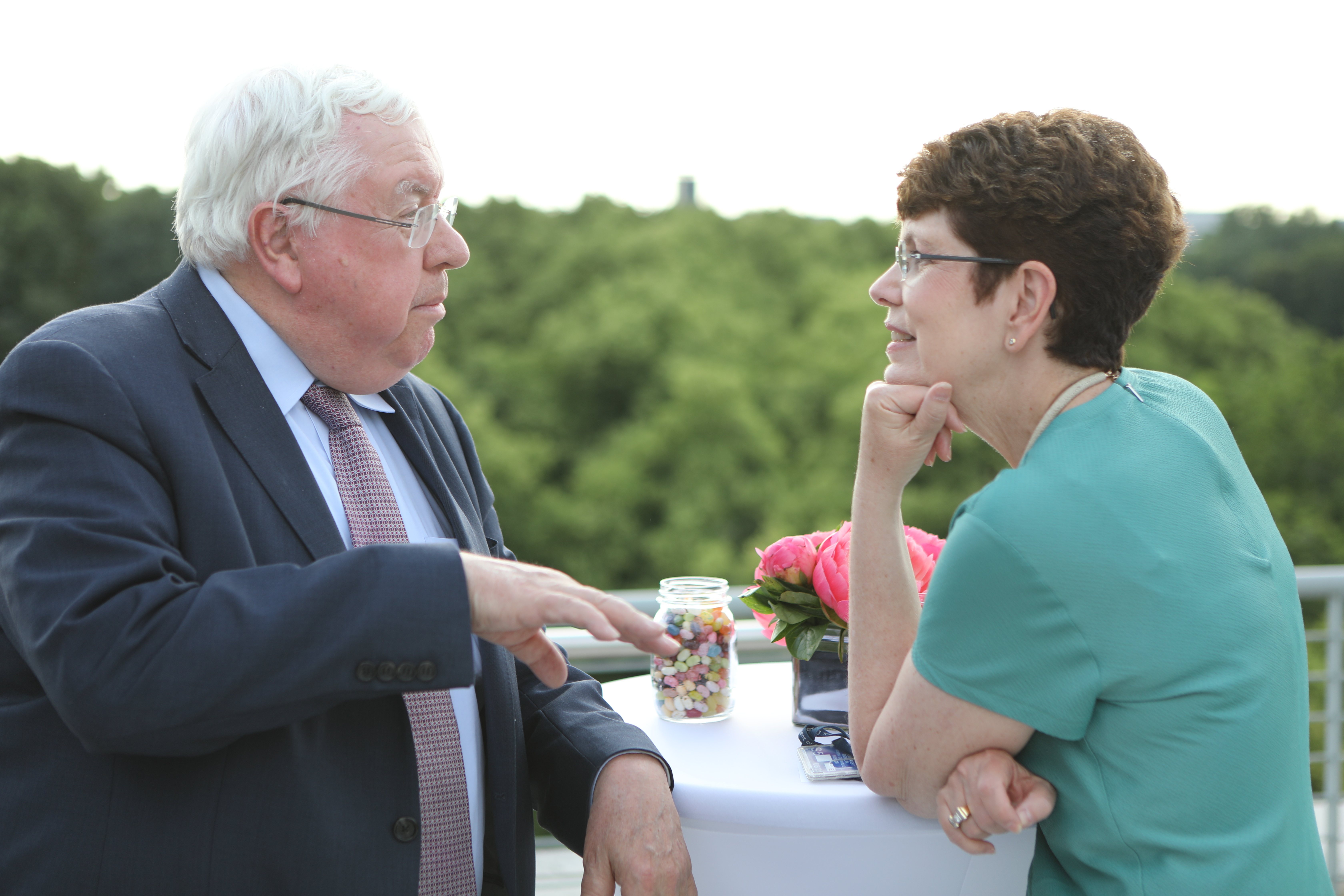
John Kornblum mit der Gesandten Robin Quinville auf dem Dach der US-Botschaft in Berlin (2019)

Auch nach seiner Zeit als Botschafter erschien Kornblum öfter in den deutschen und europäischen Medien. Er bedauerte regelmäßig die Zerrissenheit der Politik in der Europäischen Union.
Nach der Wahl von Donald Trump zum US-Präsidenten 2016 und vor Antritt der Präsidentschaft bezeichnete Kornblum dessen Wahl als Zeitenwende, deren Verlauf nicht abzusehen sei. Er warnte davor, dass Europa von einem ähnlichen Populismus überrollt werden könnte und nun mit „alten Formeln“ nicht mehr weiterkäme. Stattdessen müssten die Staaten europäische Lösungen anbieten und endlich eine eigene globale Politik in Angriff nehmen.

## Privates
John Kornblum war verheiratet mit Helen Sen und Vater zweier Söhne Alexander (geb. 1988) und Stephen (geb. 1990). Er lebte in Tennessee. Kornblum starb am 21. Dezember 2023 im Alter von 80 Jahren in Nashville, Tennessee.

## Ehrungen
- 1990: Großes Bundesverdienstkreuz mit Stern[10]
- 1994: Ehrenzeichen für Verdienste um die Republik Österreich
- 1995: Secretary Award (Auszeichnung des Amerikanischen Außenministeriums)
- 1997: Ehrenbürger von Sarajevo
- 1999: Orden wider den tierischen Ernst[11]

## Publikationen
- Die Zukunft der transatlantischen Beziehungen. USA und Europa vor neuen Chancen und Herausforderungen, Arbeitgeberverband der Metall- und Elektroindustrie, Köln 1999, ISBN 978-3-88575-073-4.
- mit Dieter Kronzucker: Mission Amerika. Weltmacht am Wendepunkt. Redline, München 2009, ISBN 3-86881-032-3.

Herausgeber
- Christoph Freiherr Schenck zu Schweinsberg: The German Element. Deutsche Einwanderer in den USA. Schenck, Hamburg 2003, ISBN 3-937566-00-7.